# 小行星8119
小行星8119（英語：8119）是一颗围绕太阳公转的小行星。1997年10月12日，北京天文台施密特CCD小行星计划在兴隆县发现了此天体。
这颗小行星的绝对星等为261.22598等。